# Claude Ake

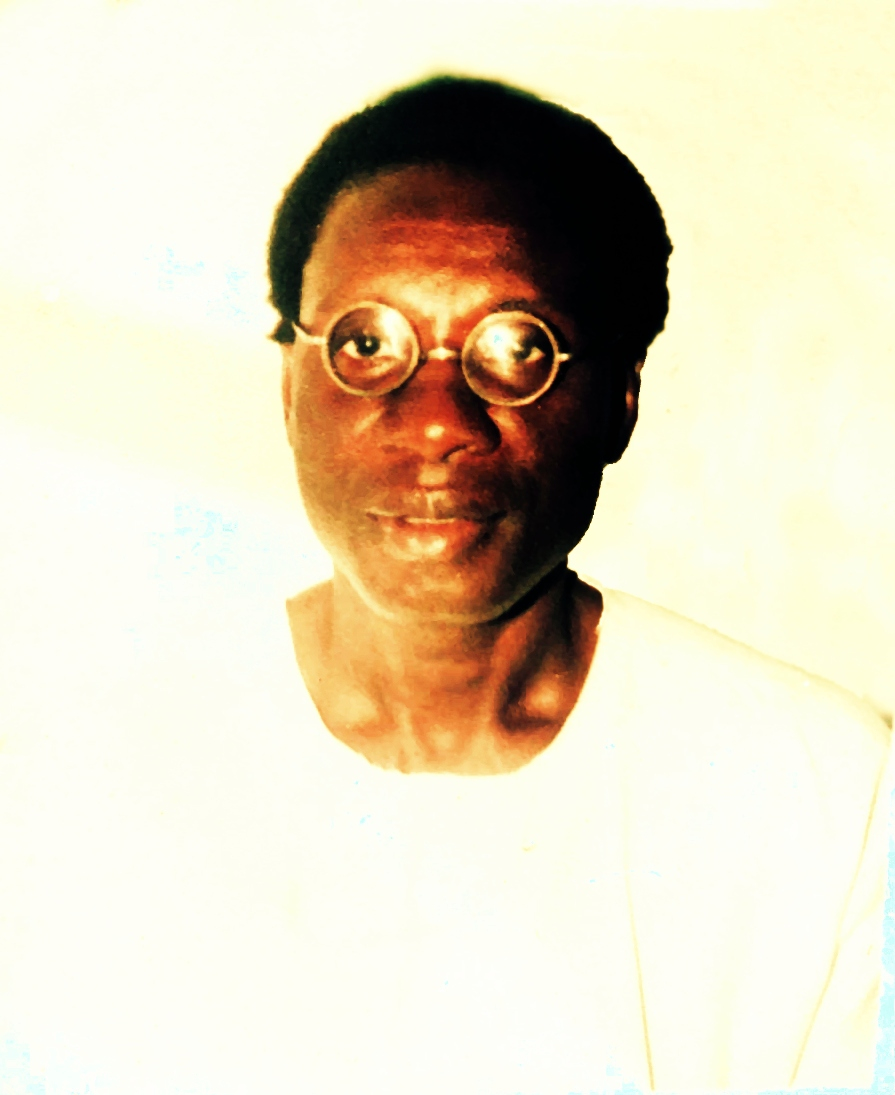
Claude Ake (o. J.)

Claude Ake (* 18. Februar 1939 in Omuku; † 7. November 1996 bei einem Flugzeugabsturz zwischen Port Harcourt und Lagos) war ein nigerianischer Politikwissenschaftler.
Ake wurde 1969 Professor an der Carleton University in Ottawa und danach an den Universitäten von Daressalaam und Port Harcourt. 1986 wurde er zum Präsidenten des Council for the Development of Social Science Research in Africa (CODESRIA) gewählt. 1991 gründete er das Center for Advanced Social Science (CASS), einem Think Tank, der sich kritisch mit wirtschaftlicher Entwicklung auseinandersetzt.
In seiner Schrift Social science as imperialism befasst er sich kritisch mit der Kolonialität des Wissens.